# Aleksander Kossowski
Aleksander Kossowski (30. ledna 1886 Sablukow u Nižního Novgorodu - 24. června 1965 Lublin) byl polský historik a archivář.
Absolvoval historii na univerzitě v Petrohradě. V letech 1918-1924 přednášel na univerzitě v Permu. Od roku 1926 do roku 1956 byl spojen s fakultou humanitních studií na Katolické univerzitě v Lublinu. Mimořádným profesorem byl jmenován v roce 1938, řádným v roce 1947. Pracoval jako zaměstnanec státního archivu v Lublinu v letech 1928-1949. V roce 1939 byl zatčen se skupinou profesorů KUL a uvězněn na lublinském zámku (do roku 1940).
Jako historik se podílel na zpracování historie reformace v Lublinské oblasti a ve Volyni, a na církevní jednotě v Polsku.

## Dílo
- Arianie polscy w Lublinie a sprawa Jana Kokota, mieszczanina lubelskiego, Lublin 1929
- Protestantyzm w Lublinie i Lubelskiem w XVI-XVII w., Lublin 1933
- Blaski i cienie unii kościelnej w Polsce w XVII-XVIII w. w świetle źródeł archiwalnych Lublin 1939
- Materiały do dziejów Lubienieckich w Lubelskiem w latach 1648-1660, Varšava 1960
- Protestantyzm jako przejaw cywilizacyjny, Lublin 1937
- Przyczynek do dziejów Szkotów w Polsce, Lublin 1953
- Z dziejów zakonu bazylianów w Zamościu, Zamość 1938
- Ze studiów nad polemiką religijną XVII w., Lublin 1959